# Carlos Marafona
José Carlos Coentrão Marafona (* 8. Mai 1987 in Vila do Conde) ist ein portugiesischer Torwart.

## Karriere

### Verein
In seiner Jugend spielte Carlos Marafona für Rio Ave und Varzim. In den ersten beiden Saisons als Profi bei Varzim wurde nur fünf Mal eingesetzt, danach wurde er zum Stammtorhüter. 2010 wechselte Marafona zu Marítimo Funchal und wurde 2011 für zwei Saisons an Desportivo Aves verliehen. Von 2013 bis 2015 spielte er für den Moreirense Futebol Clube, bis er zur Saison 2015/16 zu Paços Ferreira wechselte. Ab Januar 2016 stand Carlos Marafona beim Ligarivalen Sporting Braga unter Vertrag und gewann dort am Saisonende den nationalen Pokal. Im Sommer 2019 wechselte er weiter in die Türkei zum Erstligisten Alanyaspor. Dort blieb er insgesamt dreieinhalb Jahre und kehrte im Januar 2023 zum FC Paços de Ferreira zurück.

### Nationalmannschaft
Marafona wurde zum ersten Mal am 31. März 2015 für das Testspiel gegen Kap Verde in die Nationalmannschaft berufen, kam allerdings nicht zum Einsatz. Seine zweite Nominierung erhielt er für die Spiele im September 2016 gegen Gibraltar und die Schweiz, nachdem Anthony Lopes aufgrund einer Verletzung ausfiel. Seit September 2016 wurde er dann regelmäßig als dritter Torwart für die Nationalmannschaft nominiert. Am 28. März 2017 gab er schließlich im Rahmen einer 2:3-Testspielniederlage gegen Schweden sein Debüt. Diese Partie war allerdings auch sein einziger Einsatz und letzte Nominierung für die Auswahl gewesen.

## Erfolge
- Portugiesischer Pokalsieger: 2016